# Konrad IV. (Weinsberg)
Konrad IV. von Weinsberg (auch Konrad der Jüngere, † um 1323) war Landvogt in Niederschwaben. Er machte sich auf kaiserlicher Seite im Reichskrieg gegen den württembergischen Grafen Eberhard verdient, dessen unterworfene Grafschaft er zeitweise verwaltete.

## Leben
Er entstammte dem Reichsministerialengeschlecht der Herren von Weinsberg und war ein Sohn von Engelhard IV von Weinsberg und der Agnes von Löwenstein. 1277 war er verheiratet mit Luitgard von Neuffen († 1299) und kam durch diese Heirat in den Besitz der Herrschaften Neuffen und Winnenden, die er jedoch bald an die Grafen von Württemberg veräußerte. 1287 wird er gemeinsam mit seinem gleichnamigen Bruder Konrad († 1304) im Gefolge von König Rudolf, 1293 bei König Adolf erwähnt. Eine Unterscheidung der beiden Brüder ist nicht immer möglich. Im Jahr 1304 nahm er am Feldzug König Albrechts gegen Wenzel II. von Böhmen teil. 1307 berief man ihn zur Aufrechterhaltung des Speyerer Landfriedens. 1308 war Konrad IV. Landvogt der unteren Landvogtei in Niederschwaben, später auch der oberen. 1308 wohnte er der Wahl Heinrichs VII. zum Kaiser in Frankfurt am Main bei. 1310 war er in zweiter Ehe mit Agnes von Brauneck verheiratet. Nach 1310 hatte er den Oberbefehl im Reichskrieg gegen Eberhard von Württemberg. Dabei gelang es ihm rasch, die ganze Grafschaft Württemberg zu unterwerfen. Genannt wird er zudem bei der Belagerung der Burg Wirtemberg, des Hohenaspergs, bei der Unterwerfung Markgröningens und Backnangs sowie beim Sieg über den Grafen Konrad von Oettingen. Von 1312 bis 1315 war Konrad IV. gemeinsam mit Johann von Böhmen Verwalter der unterworfenen Grafschaft Württemberg. Beim Thronstreit zwischen Ludwig von Bayern und Friedrich von Österreich stand Konrad 1316 zunächst auf Seiten Ludwigs im Heer vor Eßlingen, gelobte 1320 aber König Friedrich die Treue. 1323 wird Konrad IV. noch erwähnt, 1325 war er bereits tot.

## Weblink
- Weinsberg, Konrad IV. Herr von. Hessische Biografie. (Stand: 28. November 2023). In: Landesgeschichtliches Informationssystem Hessen (LAGIS).